# Water Island
Water Island est une île acquise par les États-Unis en 1917 à la suite de la vente par le Danemark de ce qui constitue aujourd'hui les Îles Vierges des États-Unis, un archipel de la mer des Caraïbes. Durant plusieurs décennies, l'île reste aux mains d'une société avant de faire partie à part entière des Îles Vierges en 1996. Water Island est d'origine volcanique et se situe au sud de Saint-Thomas, face au port de Charlotte Amalie. Des ferrys desservent régulièrement l'île à partir de Crown Bay, sur l'île de Saint-Thomas. Le trajet dure 10 minutes.
D'une superficie de 1,989 km2, Water Island est la plus petite des îles principales de l'archipel des îles Vierges américaines. Administrativement, elle appartient au district de Saint-Thomas. Water Island est une île résidentielle dont la population s'élève à 182 habitants en 2010. Aucun établissement commercial ne s'y trouve mais plusieurs résidences de l'île servent à accueillir des visiteurs. Les attractions touristiques comprennent les plages dont Honeymoon Beach, les vestiges de plantations, le fort Segarra et un fort souterrain partiellement construit par les Américains durant la Seconde Guerre mondiale. Enfin, de la plongée peut être pratiquée à Limestone Bay.

## Histoire
Les habitants connus les plus anciens de l'île sont les Tainos au XVe siècle. Water Island est nommée ainsi par les Européens du fait de la présence naturelle d'eau douce. En effet, la plupart des îles des Petites Antilles manquent d'eau potable. De fait, Water Island est une étape fréquente pour les pirates cherchant à réapprovisionner leurs navires en eau. 
Les Danois réclament l'île dès 1769. Au cours des XVIIIe et XIXe siècles, l'île est détenue par plusieurs esclaves affranchis et mulâtres qui exploitent du coton et du bétail. En 1905, l'île est vendue à la compagnie danoise East Asiatic Company. 
Tandis que le reste des Indes occidentales danoises sont achetées par les États-Unis en 1917, Water Island n'est achetée que le 19 juin 1944 pour une somme de 10 000 $, dans l'objectif de protéger la base de sous-marins de Saint-Thomas lors de la Seconde Guerre mondiale.
De 1944 à 1950, l'île est utilisée par le département de la Défense et plus précisément par la division chimique de l'armée américaine, pour tester différentes armes chimiques dont l'agent orange. En 1950, l'île est cédée au département de l'intérieur avant que des habitants ne s'y installent. 
Le contrôle de Water Island passe du gouvernement fédéral au gouvernement territorial des Îles Vierges le 12 décembre 1996 pour la somme de 25 millions de dollars (la même somme qu'avait payée le gouvernement américain en 1917 pour acheter les Îles Vierges aux Danois). En 2005, le gouvernement des Îles Vierges annonce la mise en place de plans pour développer Water Island et augmenter le nombre d'habitations pour pallier le déficit chronique de logements sur Saint-Thomas.

## Webographie
- « Water Island History » (consulté le 10 mai 2012)